# André Kuipers
André Kuipers född 5 oktober 1958 i Amsterdam, är en nederländsk läkare och astronaut. Han påbörjade sin astronaututbildning 1998.
Asteroiden 11244 Andrékuipers är uppkallad efter honom.

## Rymdfärder
- Sojuz TMA-4/Sojuz TMA-3
- Sojuz TMA-03M (Expedition 30/31)